# Giuseppe Demachi
Giuseppe Demachi  (* 7. Juni 1732 in Alessandria; † 1791 in London) war ein italienischer Violinist und Komponist der Klassik.

## Leben
Giuseppe Demachi findet erstmals 1763 Erwähnung als erster Violinist im Orchester seiner norditalienischen Heimatstadt Alessandria. 1765 verzog Demachi nach Casale Monferrato, wo er in den Dienst des Grafen Sannazzaro trat. Dort war er mit einigen Unterbrechungen bis 1776 tätig. Bereits 1771 nahm Demachi einen Wohnsitz in Genf und wurde dort 1774 Konzertmeister im wohl ersten „Vollzeit“-Stadtorchester, dem Concerto di Ginevra oder Société de Musique de Genève. Nach 1777 gelten Demachis verschiedene Aufenthaltsorte als nicht gesichert. Im Vorwort seiner Sinfonie in Es wird er als „maitre de Concert de S. A. S. Madame la Princesse de Nassau-Weilburg“
genannt. Letzter gesicherter Aufenthaltsort ist London, dort gab er 1791 eine Konzertreihe. Es wird davon ausgegangen, dass Demachi kurz nach seinem Londonaufenthalt verstarb.

## Werke
Gemessen an der Anzahl und Verbreitung seiner Veröffentlichungen war Demachi ein fruchtbarer wie beliebter Komponist von Instrumentalmusik. Seine Werke folgen dem Style galant eines Luigi Boccherini und er setzte die Dramatik Tartinis ein. Insgesamt 17 Opus-Sammlungen sind von ihm bekannt, wobei manche Werke, je nach Verleger, unterschiedlich beziffert sind. Seine älteste Veröffentlichung, op. 1, ist eine Serie von sechs Sonaten für Violine und B. c., die 1769 in Paris erschien. Weitere Drucke sind 4 konzertante Sinfonien, 10 Violinkonzerte, mehrere Orchesterouverturen sowie sechs Streichquartette, die auch als Orchesterquartette geeignet sind. An Kammermusik erschienen 56 Triosonaten und 18 Duosonaten sowie verschiedene in Manuskriptform erhaltene Kompositionen. Diese Werke erschien zum Teil bei den Pariser Verlegern Jean-Baptiste Cartier und Jean-Georges Sieber. Ein eindrucksvolles Orchesterwerk ist seine programmatische Sinfonie Le campane di Roma (Die Glocken von Rom), in der sich zahlreiche Klangfarben vereinen.